# Phoebis argante
Phoebis argante is een vlindersoort uit de familie van de Pieridae (witjes), onderfamilie Coliadinae.
Phoebis argante werd in 1775 beschreven door Fabricius.